# 通州近代学校建筑群
通州近代学校建筑群，位于北京市通州区，是第七批全国重点文物保护单位。

## 简介
通州近代学校建筑群是2013年认定的第七批全国重点文物保护单位之一，分布在北京市通州区潞河中学、北京市通州区第二中学、北京护士学校内。
这组建筑群原是美国教会所办的三所学校：
- 潞河中学：今北京市通州区潞河中学的前身。历史可追溯至1867年12月美国公理会传教士江戴德夫妇在通州新城开设的男童寄宿学校“潞河男塾”。1889年，华北公理会在通州创办“潞河书院”。1900年遭义和团烧毁。1902年，潞河书院自北京迁回通州。同年秋，美国公理会、长老会、英国伦敦联合会在通州重建学校，将“潞河书院”改成“协和书院”。由此形成了后来的潞河中学建筑。[2]
- 富育女校：今北京市通州区第二中学的前身。历史可追溯至1904年美国公理会海外布道会传教士富善慕柯的夫人撒拉在通州新城南门外西侧的护城河南岸创建的“安士学道院”，该院专门向妇女布道。由此形成了后来的富育女校建筑。[3][4]
- 华美学校：已停办。校址位于今北京护士学校内。1889年由美国基督教卫理公会建立。在北平易幟前，这所学校是美国在华人员的子弟学校。[5]